# Suchohrad
Suchohrad (allemand : Dürrnburg) est un village de Slovaquie situé dans la région de Bratislava.

## Histoire
Première mention écrite du village en 1600.

## Démographie

### Évolution de la population
| Année:               | 1994. | 2004.   | 2014.    | 2024.   |
| -------------------- | ----- | ------- | -------- | ------- |
| Nombre de personnes: | 540   | 573     | 647      | 683     |
| Différence:          |       | +6,11 % | +12,91 % | +5,56 % |

| Année:               | 2023. | 2024.   |
| -------------------- | ----- | ------- |
| Nombre de personnes: | 691   | 683     |
| Différence:          |       | -1,15 % |

## Politique
| Nom         | Parti politique      | date de l'élection | Fin du mandat |
| ----------- | -------------------- | ------------------ | ------------- |
| Jozef Temer | Candidat indépendant | 02.12.2006         | décembre 2010 |